# Élizé de Montagnac
Pour les articles homonymes, voir Élizé et Montagnac.
André Joseph Élizé de Montagnac (Pouru-aux-Bois, 17 août 1808 - Charleville, 16 septembre 1882) est un industriel et homme politique français. 
Il développe et perfectionne la fabrication des draps de Sedan. Il invente notamment une nouvelle étoffe, le velours Montagnac, qui fait connaître son nom dans le monde entier. 
Il est successivement membre du conseil municipal de Sedan, conseiller général des Ardennes, puis député des Ardennes. 

## Biographie
André Joseph Élizé de Montagnac est né à Pouru-aux-Bois, dans les Ardennes et le pays sedanais le 17 août 1808,. Il est issu d’une ancienne famille du Limousin, une famille de tradition militaire. Il est ainsi le fils d'un capitaine de dragons, et le frère d’officiers, dont Lucien de Montagnac, mort en 1845 sur le champ de bataille de Sidi-Brahim.
À 18 ans, en 1826, Élizé de Montagnac s'écarte de la carrière des armes, traditionnelle dans sa famille, et se lance dans les affaires en créant une manufacture de textile, au 31 Grand' Rue à Sedan, reprenant à son compte la maison de commerce d'un cousin germain. Il innove sur l'approvisionnement, et sur les procédés de fabrication. Il crée ainsi un apprêt velouté applicable aux étoffes drapées et foulées en 1852, puis un velours de laine en 1855, ayant l'aspect et la douceur des plus beaux velours. Copié malgré le dépôt de brevets, il n'hésite pas à multiplier les procès contre les concurrents se prêtant à des contrefaçons, et il les gagne. En 1858, il rachète une filature à Lamécourt puis acquiert sur la même commune, en 1860, le château. Sur le total de ses deux sites de production, à Sedan et à Lamécourt, il emploie au début des années 1860 plus de 400 ouvriers.
Dans la même période, il crée, avec deux autres industriels sedanais, une société spécialisée dans la récupération de déchets de laine, à toutes les étapes de fabrication, pour fabriquer des étoffes à moindre coût.
Il se passionne également pour la politique locale et nationale. Membre du conseil municipal de Sedan, rallié au Second Empire, il est élu député au Corps législatif par la première circonscription des Ardennes, le 22 avril 1860, en remplacement de Jules François Riché nommé conseiller d'État. Son élection est confortable, puisqu'il reçoit sur son nom 31 217 voix sur 31 578 votants, et 47 738 inscrits, mais il est l'unique candidat, soutenu par l'administration préfectorale. Il est réélu le 1er juin 1863, puis le 24 mai 1869. Il devient également membre du conseil général des Ardennes en 1861. Il se retire de la scène politique après l’effondrement du Second empire en 1870. 
Il se retire également des affaires dans les années 1870, confiant la manufacture de Sedan à son fils et la filature de Lamécourt à son gendre. Les deux entreprises vont progressivement s'engourdir, ne réussissant pas à maintenir un rythme d'innovations et d'investissements adéquat. Vingt ans auparavant, répondant avec Charles Cunin-Gridaine à une enquête industrielle comparant l'industrie textile en France et en Angleterre, Élizé de Montagnac constatait déjà, avec lucidité : « l'industrie se perpétue en Angleterre. En France, elle est viagère. Tandis que les capitaux s'immobilisent dans les établissements anglais en s'y accumulant, en France, ils se divisent par le partage, et le capital vient à manquer ou à être insuffisant. ».
Il décède à Charleville le 20 septembre 1882, quelques mois après le décès de son épouse, et est inhumé à Sedan.

## Distinctions
Il fut fait chevalier de la Légion d'honneur en 1840, puis officier, en 1865.